# 特定患者等の郵便等を用いて行う投票方法の特例に関する法律
特定患者等の郵便等を用いて行う投票方法の特例に関する法律（とくていかんじゃとうのゆうびんとうをもちいておこなうとうひょうほうほうのとくれいにかんするほうりつ、令和3年6月18日法律第82号）は、新型コロナウイルス感染による療養・待機者の投票機会確保に関する日本の法律で、公職選挙法に対する特例法である。通称はコロナ郵便投票法。
新型コロナウイルス感染症などの感染症により自宅療養中もしくは宿泊施設での隔離中の人の投票機会を確保することを目的に設けられた特例郵便等投票制度について定めた法律である。
2021年（令和3年）6月18日公布、同年6月23日施行。

## 概要
2020年（令和2年）初頭から続く新型コロナウイルス（COVID-19）感染症によるコロナ禍において、感染者が軽症もしくは無症状の場合を含め2週間前後の隔離（自宅もしくは宿泊施設等での待機）を求められるため、その期間中に選挙が執行された場合に投票所へ行くことが出来ない問題が2021年の春頃からマスメディアで相次いで報じられるようになった。
総務省では「宿泊施設に期日前投票所や不在者投票記載場所を設けた場合には、当該施設における投票が可能」とする見解を各地の選挙管理委員会に通知したが、実務上は自治体が待機場所として確保する宿泊施設に該当しない自宅待機の感染者もいることから千葉県選挙管理委員会を始め「現実的でない」とする批判が生じていた。2021年4月25日に北海道・長野県・広島県で行われた補欠選挙および再選挙では、各選挙管理委員会が屋外に投票所を設けて期日前投票を受け付けるなど独自の感染対策を実施し、3選挙で計22名の感染者が屋外に設けられた投票所で期日前投票を行った。この際には、いずれの選管も風評被害対策として期日前投票所を設けた施設を非公表としている。
加藤勝信内閣官房長官は4月7日の定例記者会見でコロナ感染者の投票機会確保について「選挙の公正さ確保の観点も含めて検討が必要な課題だ」と述べ、自民党において議員立法により公職選挙法の特例法を制定することが検討された。その結果、5月27日に自民党と立憲民主党の与野党協議で第204回国会の会期中に特例法を成立させることで合意が成立し、衆議院へ法案が提出されたが特別委員会での可決後に衆議院法制局から条文中の誤りを指摘され、本会議での採決が先送りとなった。法案は会期末直前の6月15日に参議院本会議で自民党・公明党・日本維新の会・国民民主党の賛成多数により可決・成立した。
特例法は6月23日に施行され、7月4日投開票の東京都議会議員選挙から適用された。

## 課題
共同通信社が47都道府県の選挙管理委員会へコロナ感染者に投票の機会を設けることに関するアンケートを行ったところ、約6割の27選管が賛成した。
東京都選挙管理委員会では、特例法が最初に適用された東京都議会議員選挙で投票した療養者は110名だったと発表した。有権者数が都内で最多の世田谷区では選挙管理委員会が自宅療養者138名に制度の案内を郵送したが、6月30日時点で制度を利用して投票した療養者は9名しかおらず「こんなに少ないとは驚いた。郵便投票を利用するつもりだったが、体調が悪化してあきらめた有権者もいた」と、投票までに選挙管理委員会へ2回の郵送手続きが必要な煩雑さや公布から施行までの期間が短く制度の周知徹底が不十分な点が課題とされた。
また、特例法の対象となるのは検査で陽性反応が確認された新型コロナウイルスの感染者に限られており、濃厚接触者については適用されない。在外選挙に関しては、日本への入国時に検疫で陽性反応が確認された帰国者は特例法の対象となるが、投票対象は衆議院および参議院の国政選挙に限定される。